# Mark Walters
Mark Everton Walters (ur. 2 czerwca 1964 w Birmingham) – piłkarz angielski grający na pozycji bocznego pomocnika. W swojej karierze rozegrał 1 mecz w reprezentacji Anglii.

## Kariera klubowa
Swoją karierę piłkarską Walters rozpoczął w klubie Aston Villa. W 1981 roku awansował do kadry pierwszej drużyny. 28 kwietnia 1982 zadebiutował w Division One w przegranym 1:4 domowym meczu z Leeds United. W sezonie 1981/1982 wygrał z Aston Villą rozgrywki Pucharu Mistrzów, jednak w finałowym meczu z Bayernem Monachium (1:0) nie wystąpił. Zagrał za to w jednym z meczów o Superpuchar Europy z FC Barcelona (0:1, 3:0). W sezonie 1986/1987 spadł z Aston Villą do Division Two.
Na początku 1988 roku Walters przeszedł do Rangers. W szkockiej lidze swój debiut zanotował 2 stycznia 1988 w przegranym 0:2 wyjazdowym meczu z Celtikiem. W sezonie 1988/1989 wywalczył z Rangersami mistrzostwo Szkocji oraz zdobył Puchar Ligi Szkockiej. Wraz z Rangersami mistrzem Szkocji został także w sezonach 1989/1990 i 1990/1991. W tym drugim przypadku zdobył też po raz drugi Puchar Ligi Szkockiej.
W 1991 roku Walters został zawodnikiem Liverpoolu, do którego przeszedł za 1,25 miliona funtów. W Liverpoolu swój debiut zaliczył 17 sierpnia 1991 w zwycięskim 2:1 domowym meczu z Oldhamem Athletic. W sezonie 1991/1992 zdobył Puchar Anglii. W sezonie 1993/1994 był wypożyczony do Stoke City, a w sezonie 1994/1995, w którym zdobył z Liverpoolem Puchar Ligi, wypożyczono go do Wolverhamptonu Wanderers.
W 1995 roku Walters odszedł z Liverpoolu do Southamptonu. Zadebiutował w nim 20 stycznia 1996 w domowym meczu z Middlesbrough (2:1). W Southamptonie grał do końca sezonu 1995/1996.
W latach 1996–1999 Walters grał w Swindonie Town, a w latach 1999-2002 - w Bristolu Rovers, w którym zakończył swoją karierę.
| Sezon   | Klub                    | Kraj    | Rozgrywki        | Mecze | Bramki |
| ------- | ----------------------- | ------- | ---------------- | ----- | ------ |
| 1981/82 | Aston Villa             | Anglia  | Division One     | 1     | 0      |
| 1982/83 | Aston Villa             | Anglia  | Division One     | 22    | 1      |
| 1983/84 | Aston Villa             | Anglia  | Division One     | 37    | 8      |
| 1984/85 | Aston Villa             | Anglia  | Division One     | 36    | 10     |
| 1985/86 | Aston Villa             | Anglia  | Division One     | 40    | 10     |
| 1986/87 | Aston Villa             | Anglia  | Division One     | 21    | 3      |
| 1987/88 | Aston Villa             | Anglia  | Division Two     | 24    | 7      |
| 1987/88 | Rangers                 | Szkocja | Premier Division | 18    | 7      |
| 1988/89 | Rangers                 | Szkocja | Premier Division | 31    | 8      |
| 1989/90 | Rangers                 | Szkocja | Premier Division | 27    | 5      |
| 1990/91 | Rangers                 | Szkocja | Premier Division | 30    | 12     |
| 1991/92 | Liverpool               | Anglia  | Division One     | 25    | 3      |
| 1992/93 | Liverpool               | Anglia  | Premier League   | 34    | 11     |
| 1993/94 | Liverpool               | Anglia  | Premier League   | 17    | 0      |
| 1993/94 | Stoke City              | Anglia  | Division One     | 9     | 2      |
| 1994/95 | Liverpool               | Anglia  | Premier League   | 18    | 0      |
| 1994/95 | Wolverhampton Wanderers | Anglia  | Division One     | 11    | 3      |
| 1995/96 | Liverpool               | Anglia  | Premier League   | 0     | 0      |
| 1995/96 | Southampton             | Anglia  | Premier League   | 5     | 0      |
| 1996/97 | Swindon Town            | Anglia  | Division One     | 27    | 7      |
| 1997/98 | Swindon Town            | Anglia  | Division One     | 34    | 6      |
| 1998/99 | Swindon Town            | Anglia  | Division One     | 38    | 10     |
| 1999/00 | Swindon Town            | Anglia  | Division One     | 13    | 2      |
| 1999/00 | Bristol Rovers          | Anglia  | Division Two     | 30    | 9      |
| 2000/01 | Bristol Rovers          | Anglia  | Division Two     | 26    | 4      |
| 2001/02 | Bristol Rovers          | Anglia  | Division Three   | 26    | 0      |

## Kariera reprezentacyjna
W latach 1983–1986 Walters rozegrał 9 meczów i strzelił 1 gola w reprezentacji Anglii U-21. W dorosłej reprezentacji zadebiutował 3 czerwca 1991 w wygranym 1:0 towarzyskim meczu z Nową Zelandią, rozegranym w Auckland. Był to jego jedyny mecz w kadrze narodowej Anglii.
| Mecze i gole w reprezentacji | Mecze i gole w reprezentacji | Mecze i gole w reprezentacji | Mecze i gole w reprezentacji | Mecze i gole w reprezentacji | Mecze i gole w reprezentacji | Mecze i gole w reprezentacji |
| #                            | Data                         | Stadion                      | Rywal                        | Wynik                        | Gol                          | Rozgrywki                    |
| 1991                         | 1991                         | 1991                         | 1991                         | 1991                         | 1991                         | 1991                         |
| ---------------------------- | ---------------------------- | ---------------------------- | ---------------------------- | ---------------------------- | ---------------------------- | ---------------------------- |
| 1.                           | 03.06.1991                   | Auckland, Nowa Zelandia      | Nowa Zelandia                | 1:0                          | 0                            | towarzyski                   |